# Benjamin-Skala
| Dieser Artikel wurde aufgrund von inhaltlichen Mängeln auf der Qualitätssicherungsseite der Redaktion Sexualität eingetragen. Dies geschieht, um die Qualität der Artikel aus dem Themengebiet Sexualität auf ein akzeptables Niveau zu bringen. Hilf mit, die inhaltlichen Mängel dieses Artikels zu beseitigen, und beteilige dich an der Diskussion. |

Die Harry Benjamin's Gender Identity Scale, oft einfach als Benjamin-Skala bezeichnet, war der erste Versuch, die von Harry Benjamin vorgeschlagenen verschiedenen Formen des geschlechtsvarianten Verhaltens zu klassifizieren und zu verstehen.

## Benjamin-Klassifikation
Diese Skala besteht aus 6 Kategorien, was ungefähr der Kinsey-Skala zur Klassifizierung der sexuellen Orientierung entspricht, die aus 7 Kategorien besteht.
So wie Kinsey die Skala der sexuellen Orientierung nicht als 7 separate Skalen, sondern als kontinuierliches Spektrum verstand, verstand Dr. Benjamin auch, dass die Natur der Geschlechtsidentität und des geschlechtsspezifischen Verhaltens ebenfalls nicht diskret ist und tatsächlich ein kontinuierliches Spektrum, ein Kontinuum ist von Zuständen, was viel mehr ist, als sich in der Skala widerspiegelt. Dennoch schien die von ihm entwickelte Skala zu dieser Zeit eine bequeme, rationale und klinisch anwendbare Methode zu sein, um verschiedene Formen der Transsexualität zu diagnostizieren und zwischen Patienten zu unterscheiden, die eine Hormontherapie und/oder geschlechtsangleichende Operation benötigen, und solchen, die dies nicht benötigen.
Benjamin bemerkte gleichzeitig: „Es ist zu betonen, dass diese 6 Typen nicht und nie klar voneinander getrennt werden können.“
Benjamin fügte auch eine Anmerkung hinzu: „Es sei darauf hingewiesen, dass es mehrere unterschiedliche Konzeptualisierungen und Klassifizierungen des Phänomens Transvestismus und Transsexualität gibt. Weitere Forschungen und Beobachtungen können uns dazu führen, zu verstehen, welches der Konzepte und Klassifikationen der Wahrheit näher kommt, und so können wir vielleicht dem Verständnis der Ätiologie der Transsexualität näher kommen.“ Die Benjamin-Skala gilt nur für Transfrauen, da Dr. Benjamin relativ wenig Erfahrung mit Transmännern hatte und eine so kleine Stichprobe nicht klassifizieren konnte.
| Gruppe | Typ | Benennung                                                  |
| ------ | --- | ---------------------------------------------------------- |
| 1      | I   | Pseudo-Transvestismus                                      |
| 1      | II  | Fetisch-Transvestismus                                     |
| 1      | III | Wahrer Transvestitismus                                    |
| 2      | IV  | Non-op-Transsexualität                                     |
| 3      | V   | Kerntranssexualität mit mäßiger Geschlechtsdysphorie       |
| 3      | VI  | Nukleare Transsexualität mit schwerer Geschlechtsdysphorie |

### Typ I: Pseudo-Transvestismus
- Geschlechtsidentität (Wahrnehmung): Männlich.
- Kleidungsgewohnheiten und soziales Leben: Lebt wie ein Mann. Kann zur sexuellen Erregung und Befriedigung gelegentlich Frauenkleidung tragen. Ein normales Männerleben ohne geschlechtsspezifisches Unbehagen.
- Wahl des Sexualobjekts und Sexualleben: Kann heterosexuell, bisexuell oder homosexuell sein. Cross-Dressing und häufiger das Wechseln der Kleidung mit einer Frau werden möglicherweise überhaupt nicht realisiert und treten nur in Masturbationsphantasien auf. Kann sexuelle Befriedigung nur durch das Lesen von Transvestitenliteratur erlangen, ohne die physische Erkenntnis, sich zu verkleiden.
- Kinsey-Score: Kann alles zwischen 0 und 6 sein
- Geschlechtsumwandlung: Vom Individuum in der Realität nicht in Betracht gezogen, nicht erwünscht und nicht indiziert.
- Hormontherapie: Wird vom Einzelnen nicht als attraktive Option angesehen, ist nicht wünschenswert und nicht indiziert.
- Psychotherapie: Unerwünscht und nicht erforderlich.
- Hinweis: Das Interesse am Verkleiden ist nur episodisch.

### Typ II: Fetischistischer Transvestismus
- Geschlechtsidentität (Wahrnehmung): Männlich.
- Kleidungsgewohnheiten und soziales Leben: Lebt wie ein Mann. Wechselt regelmäßig in Damenkleidung oder trägt sie zeitweise. Normalerweise trägt sie Männerunterwäsche, aber sie kann auch Frauenunterwäsche tragen, um die ganze Zeit erregt zu bleiben.
- Wahl von Sexualobjekten und Sexualleben: Heterosexuell. Gelegentlich bisexuell. Selbstbefriedigung mit einem Fetisch (Anziehen von Frauenkleidern). Schuldgefühle, ein Gefühl des eigenen „Falschseins“. Versuche zu „korrigieren“ und Rückfälle.
- Kinsey-Score: 0–2 (d. h. ausschließlich oder überwiegend heterosexuell).
- Geschlechtsumwandlung: Wird vom Individuum aktiv abgelehnt, scheint keine attraktive Idee zu sein, wird nicht gezeigt.
- Hormontherapie: Wird vom Einzelnen selten als attraktive Option angesehen. Manchmal kann gezeigt werden, dass es die Libido reduziert.
- Psychotherapie: Kann in einem unterstützenden familiären und sozialen Umfeld erfolgreich sein.
- Anmerkungen: Kann doppelte (männliche und weibliche) Identitäten mit männlichen und weiblichen Namen nachahmen.

### Typ III: Echter Transvestismus
- Geschlechtsidentität (Selbstwahrnehmung): Männlich (aber mit weniger Sicherheit, mit Zögern).
- Kleidungsgewohnheiten und soziales Leben: Wechselt ständig oder so oft wie es die Situation erfordert in die Frauenkleidung. Kann als Frau erfolgreich leben und von der Gesellschaft akzeptiert werden. Zieht es vor, Damenunterwäsche zu tragen, kann aber Herrenunterwäsche tragen, wenn es keine andere Möglichkeit gibt.
- Wahl des Sexualobjekts und Sexualleben: Heterosexuell, außer beim Tragen von Frauenkleidung. In der Frauenkleidung ist er homosexuell und bevorzugt die traditionell „weibliche“, passiv-rezeptive Rolle. Das Ankleiden bringt sexuelle Befriedigung und lindert oder beseitigt geschlechtsspezifische Beschwerden. Kann versuchen, zu „reparieren“ und einen Rückfall zu erleiden.
- Kinsey-Score: 0–2 (d. h. ausschließlich oder überwiegend heterosexuell)
- Geschlechtsumwandlung: In der Praxis vom Einzelnen abgelehnt, aber theoretisch als Idee verlockend. Nicht gezeigt.
- Hormontherapie: Attraktiv für den Einzelnen, zumindest als Experiment. Kann emotional helfen. Darf angezeigt werden.
- Psychotherapie: Sinnlos. Wird eine Psychotherapie versucht, bleibt diese meist erfolglos.
- Anmerkungen: Kann eine doppelte Identität annehmen. Der Trend zur Entwicklung hin zur Transsexualität.

### Typ IV: Non-OP-Transsexualität
- Geschlechtsidentität (Wahrnehmung): Undefiniert, zwischen Mann und Frau. Schwankungen zwischen der Frage, ob man sich als Transvestit oder MzF-Transgender betrachtet.
- Kleidungsgewohnheiten und Sozialleben: Wechselt die Kleidung so oft wie möglich. Sich zu verkleiden bringt keine vollständige Linderung von geschlechtsspezifischen Beschwerden und wird als unzureichende Maßnahme empfunden. Kann als Mann oder als Frau leben. Manchmal wechselt er das Leben in beiden Rollen.
- Wahl der Sexualobjekte und Sexualleben: Die Libido ist oft gering. Asexualität oder Autosexualität/Autoerotik. Vielleicht bisexuell. In einigen Fällen können sie verheiratet sein und Kinder haben.
- Kinsey-Score: 1–4 (d. h. ein ziemlich hoher Prozentsatz an Bisexualität, aber nicht ausschließlich Homosexualität)
- Geschlechtsumwandlung: Attraktiv für die Person, aber die Initiative bei der Anfrage wird von der Person nicht gezeigt oder das Interesse an der Operation wird von der Person zunächst nicht erkannt. Kann je nach klinischer Situation angezeigt sein oder nicht.
- Hormontherapie: Notwendig für Geschlechterkomfort und emotionales Gleichgewicht. gezeigt.
- Psychotherapie: Indiziert, aber nur als Begleitung und Unterstützung des Übergangsprozesses; andernfalls wird es zurückgewiesen oder schlägt fehl.
- Hinweis: Das soziale Leben in einem oder anderem Bereich hängt von den Umständen ab.

### Typ V: Wahre oder nukleare Transsexualität mit mäßiger Geschlechtsdysphorie
- Geschlechtsidentität (Selbstgefühl): Feminin (sich wie eine Frau fühlen, die fälschlicherweise in einem männlichen Körper eingeschlossen ist)
- Kleidungsgewohnheiten und Sozialleben: Lebt und arbeitet möglichst als Frau. Unzureichende, unvollständige Linderung geschlechtsspezifischer Beschwerden sowohl durch Damenbekleidung als auch durch Hormontherapie.
- Wahl der Sexualobjekte und des Sexuallebens: Die Libido ist gering. Asexualität oder Autosexualität/Autoerotik oder passive „homosexuelle“ (relativ zum geburtshilflichen Geschlecht) Aktivität. Möglicherweise waren sie in der Vergangenheit verheiratet und haben Kinder.
- Kinsey-Score: 4–6 (d. h. überwiegend oder ausschließlich homosexuell)
- Operation zur Geschlechtsumwandlung: Wird von der Person aktiv gefordert und ist normalerweise indiziert.
- Hormontherapie: Notwendig anstelle einer Operation oder (häufiger) als Vorbereitung auf eine Operation.
- Psychotherapie: Aktiv abgelehnt, sinnlos und erfolglos versucht, das Individuum mit seinem Körper und seiner fremden Geschlechterrolle zu versöhnen. Wird nur als Begleitung und Unterstützung für den Übergangsprozess gezeigt.
- Anmerkungen: Große Hoffnungen auf die Operation und Bereitschaft, sie zu suchen, dafür zu arbeiten. Oft ist das Ziel erreicht.

### Typ VI: Wahre oder nukleare Transsexualität mit schwerer Geschlechtsdysphorie
- Geschlechtsidentität (Selbstgefühl): Feminin (Fühlen wie eine Frau, die fälschlicherweise in einen männlichen Körper eingeschlossen ist; aktive Ablehnung und Ablehnung des eigenen Körpers). Vollständige psychosexuelle „Inversion“.
- Kleidungsgewohnheiten und soziales Leben: Lebt und arbeitet als Frau, wenn es die Umstände zulassen. Das Tragen von Frauenkleidung und eine Hormontherapie bieten eine unzureichende und unvollständige Linderung von geschlechtsspezifischen Beschwerden. Geschlechtsspezifisches Unbehagen ist sehr stark.
- Sexualobjektwahl und Sexualleben: Sucht in der Jugend als Frau intensiv romantische oder sexuelle Beziehungen zu gewöhnlichen (heterosexuellen) Männern. Beziehungen zu homosexuellen Männern werden aktiv abgelehnt und mit Anfeindungen und Ekel behandelt, weil sie nicht als Mann wahrgenommen werden wollen. Später nimmt die Libido ab. Kann verheiratet sein und Kinder haben, aber nur durch die Verwendung von Fantasien über sich selbst als Frau im Prozess des Geschlechtsverkehrs, sonst ist Geschlechtsverkehr unmöglich.
- Kinsey-Score: 6 (außergewöhnliche „Homosexualität“ im Vergleich zum geburtshilflichen Geschlecht)
- Geschlechtsumwandlung: Wird von der Person aktiv gefordert. Bei lebenswichtigen Indikationen so schnell wie möglich angezeigt. Normalerweise können Patienten es erreichen.
- Hormontherapie: Aktiv erforderlich. Indiziert zur teilweisen Linderung der Erkrankung, kann jedoch eine Operation nicht ersetzen.
- Psychotherapie: Psychologische Hilfe und Unterstützung während des Übergangs oder Psychotherapie nur zur symptomatischen Linderung. Kann Hormontherapie und Operation nicht ersetzen.
- Anmerkungen: Hasst aktiv ihre männlichen Geschlechtsorgane. Hohes Selbstmord- oder Selbstverletzungsrisiko (Selbstkastration oder Penektomie) im Falle einer Verzögerung der Genehmigung für eine Operation.

## Sexuelle Orientierung von Transsexuellen
Die Benjamin-Skala verwendet die Kinsey-Skala, um zwischen „echter Transsexualität“ und „Transvestismus“ zu unterscheiden. Die von Benjamin postulierte strikte Beziehung zwischen Geschlechtsidentität und sexueller Orientierung beruhte jedoch auf den persönlichen [Quelle nicht angegeben 3688 Tage] Vorurteilen des Forschers und nicht auf seinen wissenschaftlichen Erkenntnissen.
Zur Zeit, als Dr. Benjamin die Behandlung von Transsexualität praktizierte, konnte sich kein Transsexueller als geeigneter Kandidat für eine Hormontherapie und einen chirurgischen Eingriff qualifizieren, es sei denn, er war in Bezug auf sein anatomisches Geschlecht absolut „homosexuell“ (d. h. tatsächlich heterosexuell in Bezug auf zu seiner Geschlechtsidentität) und war somit nach Vollendung der Verwandlung (in Bezug auf sein neues anatomisches Geschlecht) nicht vollständig „heterosexuell“. Das lag einfach daran, dass damals die Überzeugung herrschte, dass „es versteht sich von selbst“, dass eine „echte“, „normale“ Frau unbedingt streng heterosexuell sein muss, und Lesben als „nicht ganz Frauen“, „keine echten Frauen“ angesehen wurden. , abweichende oder abnormale Frauen. Daher erschien es den damaligen Ärzten (einschließlich Dr. Benjamin selbst) wild, absurd, einer MzF-Transgender-Frau (d. h. einem anatomischen „Mann“), die sich sexuell zu Frauen hingezogen fühlt, bei der Geschlechtsumwandlung zu helfen, damit sie es tun würde nach Geschlechtsumwandlung lesbisch sein: Das ist schließlich ein anatomisch männlicher Mensch, und diese Person kann Frauen wie ein Mann lieben, braucht also keine Geschlechtsumwandlung. In ähnlicher Weise erschien es Dr. Benjamin wild, einen FtM-Transgender (d. h. eine anatomische „Frau“) zu transformieren, der sich zu Männern hingezogen fühlt (d. h. einen FtM-Schwulen): Immerhin ist dies eine anatomische Frau und daher diese Person kann Männer lieben wie eine Frau.
Als Transsexuelle und Transgender-Frauen auf dieses Vorurteil aufmerksam wurden, begannen viele von ihnen, über ihre sexuelle Orientierung zu lügen, um die notwendige Behandlung – Hormontherapie und Operation – zu erhalten. Derzeit verstehen die meisten Kliniken in den westlichen Ländern und in einer Reihe von Kliniken in Russland (z. B. MGPETS), die Störungen der Geschlechtsidentität behandeln, dass sexuelle Orientierung und Geschlechtsidentität unterschiedliche Dinge sind und dass die sexuelle Orientierung einer Transgender-Person dieselbe ist wie die einer gewöhnlichen Person, eine Person kann jeder sein und darf nicht mit dem übereinstimmen, was „gesellschaftlich vorgeschrieben“ für „echte Männer“ und „echte Frauen“ ist.

## Moderne Ansichten über die Skala der Geschlechtsidentität
Moderne Ansichten zu Fragen der Geschlechtsidentität unterscheiden sich von denen Harry Benjamins nicht nur darin, dass sie die sexuelle Orientierung als Kriterium für die Diagnose und Unterscheidung von Transsexualität, Transvestismus und anderen Formen geschlechtsspezifischen Verhaltens ausschließen. Aus dem Spektrum der Geschlechtsidentitätsstörungen wird nach heutiger Auffassung auch fetischistischer Transvestismus ausgeschlossen, da es sich um ein Phänomen ganz anderer Art handelt, das nicht mit der Geschlechtsidentität des Individuums zusammenhängt, sondern mit Fetischismus, sexueller Erregung, Paraphilie assoziiert wird.